# Умфравиль, Роберт де, 2-й граф Ангус
Роберт де Умфравиль (англ. Robert de Umfraville; приблизительно 1277 — март 1325) — англо-шотландский аристократ, 2-й граф Ангус с 1307 года. Участник англо-шотландских войн.

## Биография
Роберт де Умфравиль был вторым сыном Гилберта де Умфравиля, 1-го графа Ангуса, и Элизабет Комин. Он родился приблизительно в 1277 году. После смерти отца в 1307 году Роберт унаследовал его владения и графский титул. В англо-шотландской войне он был на стороне Англии.
Граф был женат дважды — на Люси де Кайм (дочери сэра Филиппа де Кайма, 1-го барона Кайма, и Элизабет Биго) и на Элеаноре. В первом браке родились сын Гилберт, ставший 3-м графом Ангус, и дочь Элизабет, жена сэра Гилберта Борроудона. Во втором браке родились сыновья Томас и Роберт.